# Irish Transport and General Workers' Union
L'Irish Transport and General Workers' Union  (abrégé en ITGWU et traduit par Syndicat irlandais des transports et autres travailleurs) était un syndicat irlandais rassemblant des travailleurs, et notamment des ouvriers, entre 1909 et 1990. 

## Histoire
Le syndicat est fondé par James Larkin en janvier 1909 et a pour but de rassembler les travailleurs de tous les secteurs professionnels,. Il tire cependant ses premiers membres de la branche de Liverpool d'un syndicat anglais de travailleurs portuaires, le National Union of Dock Labourers, dont Larkin venait d'être exclu. Son logo est la Main rouge de l'Ulster, relié à l'ancienne province gaélique d'Ulster. 
L'ITGWU participe activement au lock-out de Dublin (en) mené par des syndicalistes en 1913, qui donne une réputation durable au syndicat et donc au mouvement ouvrier irlandais. 
Après le départ de Larkin pour les États-Unis en 1914 à la suite du lock-out, James Connolly dirige l'ITGWU jusqu'à son exécution en 1916 à la suite de l'insurrection de Pâques.  William X. O'Brien en devient ensuite le meneur et reste secrétaire général pendant de nombreuses années. Tout au long de la Première Guerre mondiale, l'ITGWU s'oppose à l'implication de l'Irlande dans le conflit et soutient fermement la cause nationaliste. Plusieurs membres de l'ITGWU sont aussi engagés dans l'Irish Citizen Army et jouent un rôle de premier plan dans l'insurrection de Pâques, tandis que le Syndicat des Transporteurs mène une grève nationale qui paralyse la tentative de conscription britannique en Irlande en 1918 
En 1923, Larkin fonde un nouveau syndicat, le Workers' Union of Ireland (en)(WUI), rejoint par de nombreux membres dublinois de l'ITGWU. L'ITGWU reste néanmoins la force dominante du syndicalisme irlandais, en particulier en dehors de la capitale. William X. O'Brien et James Larkin gardent une relation personnelle conflictuelle, et lorsque Larkin et ses partisans sont réadmis au Parti travailliste au début des années 1940, O'Brien organise une scission au sein du parti et fonde le Parti national du travail en affirmant que le parti principal avait été infiltré par les communistes. Une autre scission se produit au sein du congrès syndical appelé Irish Trades Union Congress (en) lorsque le WUI y adhère en 1945. L'ITGWU quitte ce Congrès et crée un congrès rival, appelé Congress of Irish Unions (en). 
À partir des années 1950, des propositions de fusion des deux syndicats émergent, jusqu'à ce que les deux fusionnent finalement en 1990 pour former le SIPTU (en)(Services, Industrial, Professional and Technical Union). 
L'ITGWU ne doit pas être confondu avec l'Union britannique des transports et des travailleurs généraux, qui s'implante en Irlande sous le nom d'Amalgamated Transport and General Workers Union (ATGWU) et est maintenant appelé Unite the Union. 

## Fusions
Le syndicat a absorbé de nombreux petits syndicats : 
1914 : Dublin Coal Factors' Association (Organisation des livreurs de charbon de Dublin)
1915 : Kilkenny Brewery Labourers' Trade Union (Syndicat des ouvriers de la brasserie Kilkenny)
1917 : Irish Glass Bottle Makers' Society (Société Irlandaise des fabricants de bouteilles en verre), Rathmines and District Workers' Union (Syndicat des travailleurs de Rathmines et quartiers associés)
1919 : Brewery Workers' Association of Cork (Organisation des ouvriers des brasseries de Cork), Carpet Planners of the City of Dublin (Poseurs de tapis de Dublin), Dublin Saddlers and Harness Makers' Trade Society (Corporation des fabricants de selles et harnais de Dublin), Irish Land and Labour Association (Organisation irlandaise du terrain et du travail), Irish National Agricultural and General Workers' Union (Syndicat national irlandais des travailleurs agricoles et ouvriers généraux), Mullingar Trade and Labour Union (Syndicat de commerce et de travail de Mullingar), Queenstown and District Government Labourers' Union (Syndicat des fonctionnaires de Queenstown)
1920 : United Building Labourers and General Workers of Dublin Trade Union (Syndicat des travailleurs en maçonnerie et ouvriers généraux de Dublin)
1921 : Amalgamated Society of Pork Butchers of Limerick and Waterford (Société des abatteurs de porc de Limerick et Waterford)
1922 : Meath Labour Union (Syndicat des travailleurs de Meath)
1923 : Irish Automobile Drivers' Society (Société irlandaise des conducteurs d'automobiles)
1925 : Irish Mental Hospital Workers' Union (Syndicat des travailleurs des hôpitaux psychiatriques irlandais)
1938 : Dublin Coal Factors' Association (Organisation des livreurs de charbon de Dublin), Dublin United Tramway and Omnibus Inspectors' Association (Organisation des inspecteurs de tramway et d'omnibus de Dublin)
1941 : Limerick Corporation Employees' Union (Syndicat des employés de Limerick)
1943 : Tipperary Workingmen's Protective and Benefit Society (Société de protection et de bienfaisance des ouvriers de Tipperary)
1950 : Cumann Teicneori Innealoireachta
1953 : Clothing Workers' Union of Derry (Syndicat des travailleurs de l'habillement de Derry)
1976 : National Union of Gold, Silver and Allied Trades (succursales irlandaises du syndicat des travailleurs des exploitations d'or, d'argent, et des métiers connexes)
1977 : Irish Shoe and Leather Workers' Union (Syndicat des travailleurs irlandais des chaussures et du cuir)
1979 : Irish Actors' Equity Association (Association des acteurs irlandais pour l'équité)
1981: Irish Racecourse Bookmakers' Assistants' Association (Association irlandaise des assistants de bookmakers pour courses)
1982 : Irish Federation of Musicians and Associated Professionals (Fédération irlandaise des musiciens et professionnels associés, malgré une scission ultérieure)

## Dirigeants

### Secrétaires généraux
1909 : James Larkin
1924 : William X. O'Brien
1946 : Tom Kennedy
1948: Frank Purcell
1959 : Fintan Kennedy
1969 : Michael Mullen
1983 : Christy Kirwan

### Présidents généraux
1909 : Thomas Foran
1939 : Tom Kennedy
1946 : William McMullen
1953 : John Conroy
1969 : Fintan Kennedy
1981 : John Carroll

### Vice-présidents
1924 : Tom Kennedy
1940 : William McMullen
1947 : John Conroy
1953 : Edward Browne
1969 : John Carroll
1981 : Tom O'Brien
1982 : Christy Kirwan
1983 : Edmund Browne